# Túneles subterráneos de San Germán
Los Túneles subterráneos de San Germán son un sistema de alcantarillas abovedadas de ladrillo construidas en el año 1835 por debajo del casco urbano de San Germán, Puerto Rico. El sistema se compone de un túnel central y varios túneles laterales más pequeños. La construcción fue realizada con ladrillos y escombros con reparaciones de concreto modernas. La parte principal del sistema cubre el curso subterráneo de la Quebrada Manzanares desde su cabecera hasta su resurgimiento como una corriente de superficie, a 842,53 metros (2,764.2 pies) de distancia. Las ramas abovedadas de ladrillo, la mayoría de ellas abandonadas y selladas, datan en su mayoría del período antes de 1910. Las secciones de túneles construidas hasta 1918 se enumeran en el Registro Nacional de Lugares Históricos como la Alcantarilla Pluvial Sobre la Quebrada Manzanares.